# Primární sektor

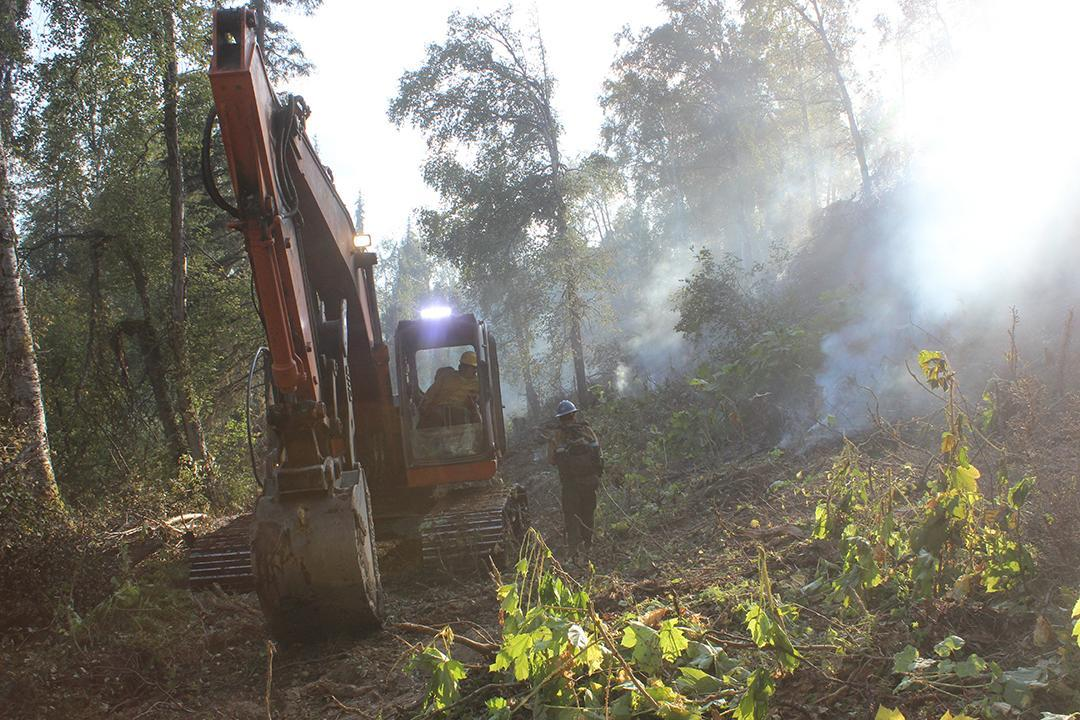
Zpracovávání dřeva

Primární sektor v ekonomii zahrnuje jakýkoli průmysl, který se podílí na těžbě a sběru přírodních zdrojů. Zahrnuje tedy například zemědělství, lesnictví, těžbu a rybolov.
Primární sektor má tendenci tvořit větší část ekonomiky v rozvojových zemích než v zemích vyspělých. Například v roce 2018 představovalo zemědělství, lesnictví a rybolov více než 15 % HDP v subsaharské Africe, přitom méně než 1 % v severní Americe. S tím souvisí i procento lidí pracujících v primárním sektoru, které slouží jako ukazatel ekonomické a sociální vyspělosti zemí.
Ve vyspělých zemích se primární sektor stal technicky dokonalejším – příkladem může být i mechanizace zemědělství oproti tradičnímu ručnímu sběru a sázení. Vyspělejší ekonomiky mohou také investovat další kapitál do primárních výrobních prostředků; například v kukuřičném pásu Spojených států amerických stroje sklízejí kukuřici a postřikovače vystřikují velké množství insekticidů, herbicidů a fungicidů, což vede k vyššímu zisku, než kterého lze dosáhnout při používání méně kapitálově náročnějších technik. Tyto technologické pokroky a investice umožňují primárnímu sektoru zaměstnávat méně pracovní síly – rozvinuté země tak zapojují do primárních činností menší procento své pracovní síly, místo toho mají vyšší procento zapojené do sekundárního a terciárního sektoru.
Rozvinuté země mohou díky nadměrnému bohatství udržovat a rozvíjet svá primární průmyslová odvětví. Například zemědělské dotace Evropské unie poskytují rezervy proti kolísající míře inflace a cen zemědělské produkce. To umožňuje vyspělým zemím vyvážet své zemědělské produkty za mimořádně nízké ceny. Díky tomu jsou nesmírně konkurenceschopné vůči chudým nebo nedostatečně rozvinutým zemím, které udržují politiku volného trhu a nízké nebo neexistující tarify proti levnému zboží. K takovým cenovým rozdílům také dochází v důsledku efektivnější výroby ve vyspělých ekonomikách díky používání zemědělských strojů a lepším informacím dostupnějším pro zemědělce (často i ve větším měřítku).
Některé ekonomiky dávají zvláštní důraz na základní části potravinářského odvětví (zemědělství a rybolov), čímž chtějí občanům zajistit dostatek potravin i za extrémních okolností (jakými mohou být válka, blokáda nebo sankce). Není náhodou, že zemědělská revoluce předcházela tu průmyslovou.
V české ekonomice se význam primárního sektoru dlouhodobě snižuje. Zatímco v roce 1993 se na celkovém výkonu ekonomiky podílel 7,3 % a zaměstnával 7,5 % pracujících, v roce 2013 jeho podíl na výkonu dosahoval už jen 3,6 % a uplatnění v něm nacházelo 3,9 % osob. Počet zaměstnaných v zemědělství, lesnictví a rybářství se mezi roky 1993 a 2013 snížil o 114,7 tisíc osob, těžbu a dobývání opustilo 60,3 tisíc pracujících. V roce 2019 podíl primárního sektoru činí 2 %.

## Zemědělství

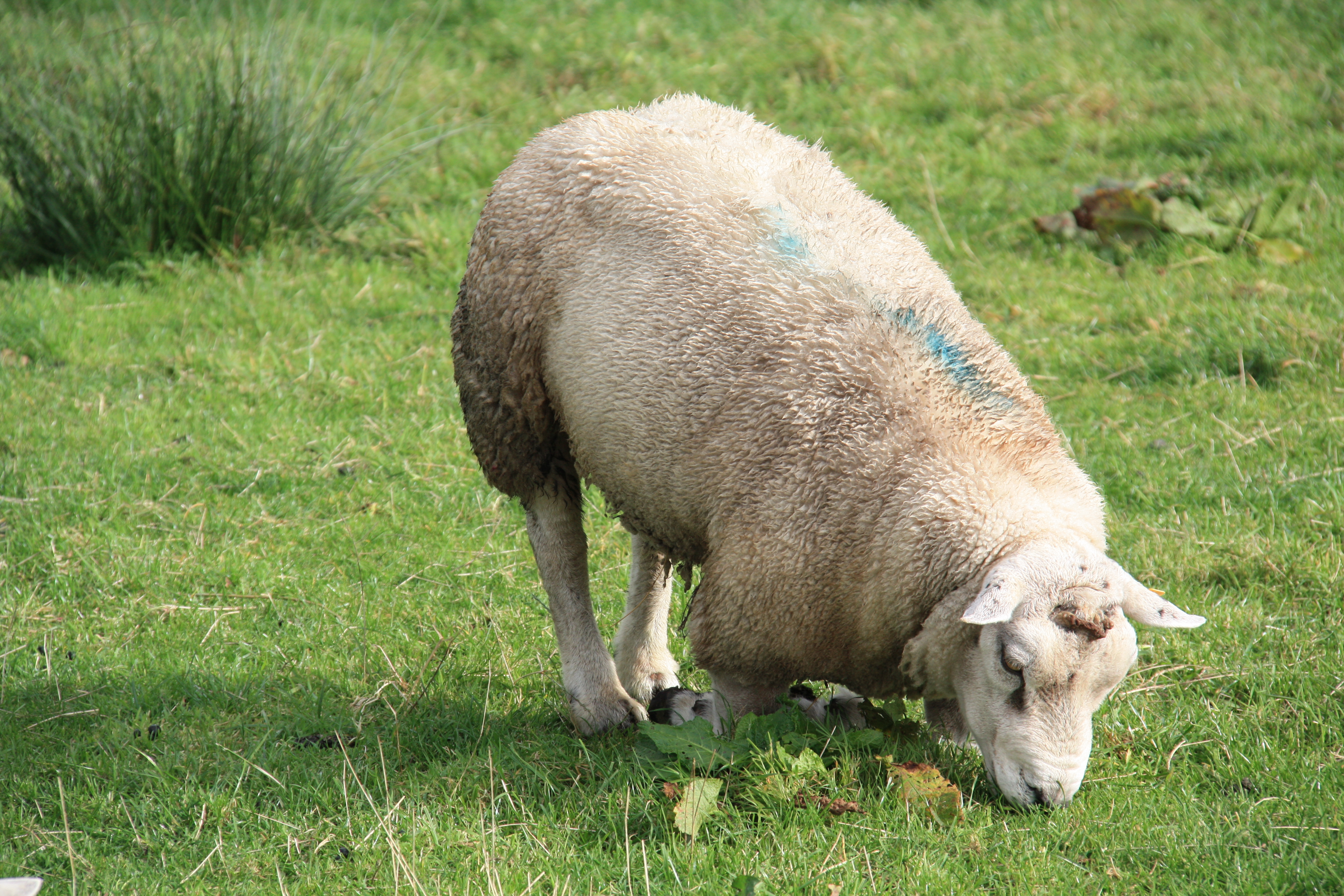
Živočišná výroba

V zemědělství pracuje přibližně 14 % obyvatelstva, což je 1 miliarda lidí. Zemědělství se rozlišuje na rostlinnou a živočišnou výrobu, dále na zemědělství vyspělých a rozvojových zemí. Z vyspělých zemí jde produkce přímo na trh, ekonomicky aktivních obyvatel je maximálně 5 % a je zde vysoký stupeň mechanizace. Spojuje se zde více odvětví a oborů hospodářské spolupráce jako průmysl, doprava a obchody.
V rozvojových zemích je ekonomicky aktivní více než jedna polovina obyvatelstva. Jsou zde dva směry: samozásobitelský a plantážní. Samozásobitelský směr je pro vlastní potřebu, kdežto plantážní pro export. Polovina činnosti se vykonává prostřednictvím tažných zvířat, čtvrtina pomocí techniky a čtvrtina ručně. V rozvojových zemích probíhá zelená revoluce, což je snaha o zvýšení výroby potravin v těchto zemích, což se povedlo například v Thajsku nebo Číně.
Živočišná výroba je velmi významnou součástí zemědělské výroby, zejména kvůli efektivnímu využívání rostlinné výroby coby zdroje všech druhů krmiv a na druhé straně také díky velkému podílu tohoto odvětví na údržbě krajiny. Jedná se především o podhorské a horské oblasti, kde převládá pastevní chov skotu a ovcí. Hlavním cílem živočišné výroby je vyrábět maso, mléko a vejce. V Česku se pro chov jednotlivých kategorií hospodářských zvířat používají technologie srovnatelné s okolními zeměmi EU.
Živočišná výroba tedy kromě produkce potravin přispívá i k udržení kulturní krajiny bez jejího neekologického přetěžování, při využití optimálních technologií, které vyhovují jak zvířatům, tak i lidem, kteří se o ně starají.

## Problematika primárního sektoru

### Výnosy zexportu
Využívání přírodních zdrojů může být pro ekonomiku výnos z dovozu a vývozu. Prodej ropy, plynu a dalších přírodních zdrojů obohatil mnoho rozvojových ekonomik, což jim umožnilo získat kapitál pro investice do veřejných služeb v rámci ekonomiky. Některé země bohaté na ropu, například Katar, Saúdská Arábie a Norsko úspěšně využily zvýšení výnosů, aby ušetřily do budoucna.

### Sílamonopolu
Jeden z problémů spoléhání se na primární sektor je, že se bohatství často rozdělí nerovnoměrně. Například malý počet podniků získává monopolní moc nad výrobou surovin a vyplácí pracovní síle pouze malou část získaných příjmů. Mnoho rozvojových zemí, například v Africe, zůstává chudými, přestože jsou bohaté na suroviny. Samotný velký primární sektor ale nestačí k hospodářskému rozvoji.

### Volatilita

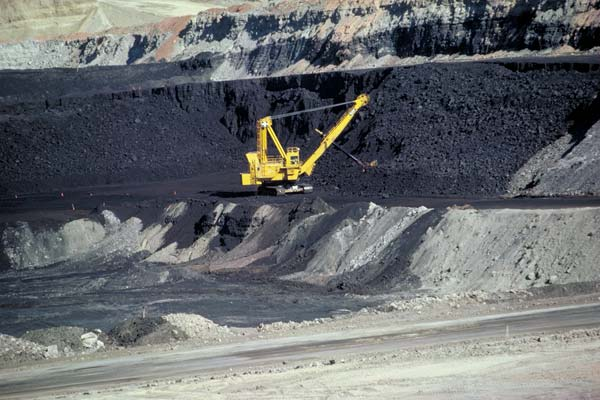
Těžba uhlí

Primární produkty mohou být volatilní jak v ceně, tak ve výrobě. V komoditách, jako je ropa a potraviny, mohou probíhat velké výkyvy cen. Poptávka není zcela pružná. Pokud ceny klesnou, pak to pro země, které jsou zaměřeny především na jedno konkrétní odvětví, může znamenat velký pokles příjmů, což způsobuje problémy. Evropská unie si udržuje významnou roli při podpoře zemědělství prostřednictvím dotací a cenové podpory.

### Holandská nemoc
Pokud jsou primární produkty velmi ziskové, budou zdroje odkloněny z ostatních výrobních odvětví a přesunuty naopak pouze do primárních průmyslových odvětví. Problém pak ale nastává, když tyto suroviny dojdou - nebo dojde k úpadku průmyslu, ekonomika pak postrádá širokou diverzifikaci. Tento je znám jako Holandská nemoc nebo kletba zdrojů.

### Deindustrializace
Ve vyspělých zemích byl zaznamenán pokles v primárním sektoru, protože má menší podíl na ekonomice, což může po určitou dobu vést ke strukturální nezaměstnanosti.